# Elementare Gruppenwirkung
In der Mathematik sind elementare Gruppen und elementare Gruppenwirkungen Begriffe aus der hyperbolischen Geometrie und allgemeiner der Theorie hyperbolischer Gruppen. Elementare Gruppen sind leicht zu verstehen, weshalb Lehrsätze oft nur für nichtelementare Gruppen formuliert und bewiesen werden.

## Definition
Eine Gruppe {\displaystyle G} wirke auf einem hyperbolischen Raum {\displaystyle X}. Die Limesmenge {\displaystyle \Lambda (G)\subset \partial _{\infty }X} ist definiert als die Menge der Häufungspunkte der Bahn eines beliebigen Punktes {\displaystyle x\in X} im Rand im Unendlichen {\displaystyle \partial _{\infty }X}. 
Die Gruppenwirkung heißt elementar, wenn die Limesmenge aus höchstens zwei Punkten besteht.

## Elementare Kleinsche Gruppen
Kleinsche Gruppen sind diskrete Untergruppen von {\displaystyle PSL(2,\mathbb {C} )} mit ihrer Wirkung auf dem 3-dimensionalen hyperbolischen Raum {\displaystyle \mathbb {H} ^{3}}. Elementare Kleinsche Gruppen sind vollständig klassifiziert. Die Klassifikation lässt sich für torsionsfreie Gruppen wie folgt formulieren.
Eine nichttriviale elementare torsionsfreie Kleinsche Gruppe ist zu einer der folgenden Typen konjugiert
- eine parabolische zyklische Gruppe erzeugt von {\displaystyle z\mapsto z+1},
- eine parabolische abelsche Gruppe vom Rang 2 erzeugt von {\displaystyle z\mapsto z+1} und {\displaystyle z\mapsto z+\tau } mit {\displaystyle \operatorname {Im} (\tau )>1,\vert \tau \vert \geq 1},
- eine loxodromische zyklische Gruppe erzeugt von {\displaystyle z\mapsto \lambda z} mit {\displaystyle \lambda \in \mathbb {C} \setminus \left\{0,1\right\}}.